# Escala de Miedo a la Muerte de Collett Lester
La Escala de Miedo a la Muerte de Collett-Lester (EMMCL) fue diseñada en 1969, con el objetivo de proporcionar un instrumento consensuado para medir el miedo a la muerte.
La muerte es un proceso innato de los seres humanos que no tiene respuestas al por qué sucede o qué pasa después de ella. Por tanto, el miedo a la muerte es un proceso natural que, dependiendo de las actitudes, experiencias, religión y otros factores influyen directamente en el modo de pensar y actuar de cada individuo. Para determinar el nivel del miedo a la muerte se creó La Escala de Muerte de Collett-Lester (EMMCL), un instrumento que evalúa la actitud ante la muerte, así como también distingue entre la muerte y el proceso de morir referente a la muerte propia y a la ajena.

## Historia
La Escala de miedo a la muerte de Collett-Lester (EMMCL) o Fear of Death Scale (FODS), fue creada por Jessica Collett y David Lester en 1969 con el objetivo de eliminar el problema de diversidad de contenidos de los ítems de las escalas que solían usarse para medir el miedo a la muerte. Su versión original constaba de cuatro dimensiones con 36 ítems con número diferente de ítems en cada subescala: el miedo a la propia muerte, el miedo a la muerte de otros, el miedo al proceso de morir propio y el miedo al proceso de morir de otros. En el año de 1994 se inspeccionó la versión original y se publicó una nueva versión la cual constaba de 32 ítems en cada subescala. En el 2003 se eliminaron los ítems de cada subescala que no aportaban a la significancia del alfa de Cronbach, quedando una versión final de 28 ítems.

## Descripción
La Escala Miedo a la Muerte de Collet-Lester es un instrumento de tipo multidimensional, que va a estar subdividida por 4 subescalas con 7 ítems cada uno, los cuales son: miedo a la propia muerte (MPM), miedo a la muerte de otros (MMO), miedo al proceso de morir propio (MPPM) y miedo al proceso de morir de otros (MPMO), lo que representa un total de 28 preguntas. Esta escala fue creada, a partir de la definición, en la que el miedo a la muerte es un concepto que puede tener varias causas y puede llevar con el tiempo a una persona a reaccionar de manera diferente a la idea de muerte como un estado o como un proceso.
Sin embargo, las actitudes y las reacciones emocionales podrían ser diferentes cuando se trata de uno mismo o de otros. 
El miedo a la propia muerte (MPM), trata de especificar la fobia que tiene cada una de las personas que se representen por distintos hábitos, al saber que morirán, así mismo es con la subescala miedo a la muerte de otros (MMO) pero con el entorno. El miedo al proceso de morir propio (MPPM) y el miedo al proceso de morir de otros (MPMO), trata con captaciones psicológicas que tiene cada persona al tener que saber que tiene un proceso evolutivo a la muerte.
En relación con el primer determinante MPM, los subtipos a mencionar serían: 
1. El total de soledad en la muerte
2. La brevedad de la vida
3. Todas las cosas que perderían al morir
4. Morir joven
5. Como será el estar muerto
6. No poder pensar ni experimentar nada nunca más
7. La desintegración de cuerpo después de morir.

En el determinante MPPM tendrían subtipos como los siguientes: 
1. La degeneración física que supone el proceso de morir
2. El dolor que comporta el proceso de morir
3. La degeneración mental del envejecimiento
4. La pérdida de facultades durante el proceso de morir
5. La incertidumbre sobre la valentía con que afrontar el proceso de morir
6. La falta de control sobre el proceso de morir
7. La posibilidad de morir en un hospital lejos de amigos y familiares.

Por consiguiente, en el determinante MMO, los subtipos a mencionar serían: 
1. La pérdida de una persona querida
2. Tener que ver su cadáver
3. No poder comunicarse nunca más con esa persona
4. Lamentar no haberte llevado mejor con ella cuando aún se encontraba con vida
5. Envejecer solo, sin esa persona querida
6. Sentirse de alguna manera culpable por el alivio provocado por su muerte
7. Sentirse completamente solo sin ella.

Finalmente, en el proceso del determinante MPMO, los subtipos a mencionar serían los siguientes: 
1. Tiene que estar con alguien que se está muriendo
2. Tener que estar con una persona que quiere hablar de la muerte
3. Ver como la persona sufre dolor
4. Poder observar la degeneración física de su cuerpo
5. No saber cómo gestionar su dolor antes la población de alguna persona querida
6. Tener que asistir al deterioro de su capacidad mental
7. Ser consciente de que algún día podrías vivir esa clase de experiencia.

Esta escala tiene una confiabilidad externa total aproximada de 0.91, con una tiempo de duración básica de 15 a 20 minutos siendo multidimensional a la hora de poner en practica dicho instrumento.

## Interpretación
Para calcular el miedo a la Muerte de Collet-Lester (EMMCL) se debe hacer un promedio de todas las respuestas de cada subescala, partiendo de la siguiente fórmula:
{\displaystyle {\text{x}}={\frac {RP1+RP2+RP3+RP4+RP5+RP6+RP7}{7}}}
Sean:
×= Promedio de cada subescala
P= Pregunta de la subescala (1-2-3….7)
Una vez que se calculó el promedio de cada subescala se debe realizar el promedio Total, para lo cual se usa la fórmula:
{\displaystyle {\text{x}}={\frac {SMMP+SMPMP+SMMO+SMPMO}{4}}}
Donde:
SMMP = Subescala de muerte propia 
SMPMP = Subescala de proceso de muerte propia
SMMO = Subescala de muerte de otros
SMPMO = Subescala de proceso de muerte de otros
| PUNTAJE | INTERPRETACIÓN             |
| ------- | -------------------------- |
| < 2     | Miedo bajo a la muerte     |
| 2-4     | Miedo moderado a la muerte |
| >4      | Miedo alto a la muerte     |